# Munir Ekremov Šahinović
Munir Ekremov Šahinović (Sarajevo, 1910. – Zagreb, travnja 1945.), bio je hrvatski pjesnik, pripovjedač, novinar i diplomat iz BiH, jedan od najsposobnijih bosanskohercegovačkih novinara svoga doba. U pjesmama mu prevladavaju orijentalni motivi puni mistike.  

## Životopis
Od rane mladosti bio je pristaša Starčevićevih ideja te je branio pripadnost bosanskohercegovačkih muslimana hrvatskom narodu. Svijest je širio među drugim muslimanima iz BiH. Bio je višegodišnji je urednik novina Muslimanska svijest.
Bio je sivom eminencijom zagrebačke muslimanske zajednice, koja se niotkud pojavljivala na svim bitnim mjestima i trenutcima predratne i ratne povijesti te zajednice. Autorom je teksta Hrvati u Turskoj. Objavio je knjige Muslimanska ekonomska obnova (1933.) i Albanija kroz nezavisnost: 1912. – 1939. (1939.). Namjera mu je bila spriječiti iseljavanje bosanskohercegovačkih muslimana u Tursku. 1938. godine, u knjizi Zbornik hrvatske omladine Herceg-Bosne (Sarajevo, 1938.), objavljena mu je studija Muslimani u prošlosti i budućnosti hrvatstva. ↓1 1939. godine objavio je knjigu Turska, - danas i sjutra: prosjek kroz život jedne države koja je postigla uspjeh. U knjizi obrađuje modernu tursku povijest od dolaska na vlast Mustafe Kemala Atatürka, između 1923. i 1928. godine.

### Drugi svjetski rat i smrt
Za vrijeme NDH pisao je za razne novine i časopise. Uređivao je Hrvatsku svijest, 1941. – 1945. 1941. godine, nedugo nakon uspostave NDH, bio je pročelnikom ureda dopredsjednika vlade NDH Osmana Kulenovića koji je imao sjedište u Banjoj Luci. Poslije je, 13. prosinca 1941. godine, bio imenovan nadstojnikom Državnog izvještajnog i promičbenog ureda u Sarajevu. Neke pjesme su mu prevedene na njemački jezik. Objavio je nekoliko rasprava. Esej Dva elementa hrvatske rasne kulture. Nacrt za jedan kulturno-politički esej objavio je u sarajevskom Novom listu, 22. studenoga 1942. godine.
Angažirao se u hrvatskoj diplomaciji kako bi Turska priznala NDH pa je poradi toga nekoliko puta, kao izaslanik podvlade vanjskih poslova, putovao u Tursku. Promicao je ustaški pokret. Bio je pripadnikom poglavnikovog PDS-a. Ipak, nije bio po ratišitima niti se bavio progonima ljudi. 
Nakon što se teško razbolio 1943. godine te je otišao iz Zagreba u Sarajevo, sudbina ga je opet odvela u Zagreb. Kad su Titovi partizani ušli u Zagreb, nije htio ni tad ići u povlačenje, nego je odjenuo časničku odoru i izašao na ulicu te poginuo.

## Djela
- Muslimanska ekonomska obnova, serija Muslimanska knjižnica "Naša pitanja", br. 1, Sarajevo, 1933.
- Spomenica dvadesetgodišnjice opstanka i djelovanja Muslimanskog dobrotvornog društva "Merhamet" u Sarajevu: 1913. – 1933., Merhamet, Sarajevo, 1933.
- Albanija kroz nezavisnost: 1912. – 1939., Muslimanska svijest, Sarajevo, 1939.
- Turska, - danas i sjutra: prosjek kroz život jedne države, Muslimanska svijest, Sarajevo, 1939.[6]